# Isabel Preysler
María Isabel Preysler Arrastia (Manila, 18 de febrero de 1951) es una socialite, aristócrata y presentadora de televisión hispanofilipina.
Es madre de los cantantes Enrique Iglesias, Julio Iglesias Jr. y Chábeli Iglesias, fruto de su matrimonio con el cantante Julio Iglesias; de Tamara Falcó, fruto de su matrimonio con el aristócrata Carlos Falcó, marqués de Griñón y marqués de Castel-Moncayo, y de Ana Isabel Boyer, fruto de su matrimonio con el físico y economista Miguel Boyer, exministro de Hacienda de España, con quien permaneció casada hasta el fallecimiento de este en 2014. En 2015 inicia una relación de pareja con el premio nobel de literatura peruano y marqués de Vargas Llosa, Mario Vargas Llosa la cual concluyó a finales de 2022.

## Biografía
Isabel Preysler procede de una acomodada familia de Manila, Filipinas. Su padre, Carlos Preysler Pérez de Tagle, era delegado del Banco Español de Crédito en Manila. Descendía de españoles afincados en Alemania y cercanos a la corte alemana del rey emperador Carlos V, que emigraron a España, y de los cuales, a su vez, unos pocos se trasladaron a Filipinas, cuando esta aún era territorio español. La familia Pérez de Tagle era propietaria de las manufacturas de los productos de copra y de abacá, usadas para fabricar lazos antes de la invención del nailon, y es descendiente del I marqués de Altamira y financiero del rey Felipe V, Luis Sáenz de Tagle. Además, los Pérez de Tagle fueron parte de los Ilustrados, un grupo revolucionario formado por filipinos contra el abuso del gobierno militar de España en las islas orientales durante el siglo XIX. Son parientes suyos la actriz estadounidense Anna Maria Pérez de Tagle y la actriz filipina Sarita Pérez de Tagle. Su madre, Beatriz Arrastia Reinares (1923-2021), era dueña de una agencia inmobiliaria. La familia Arrastia residía más lejos de la capital filipina. Tenía extensas plantaciones de arroz e ingenios azucareros en el pueblo de Lubao, Pampanga. Por parte de su abuelo materno Francisco Reinares, nacido en Alberite, desciende del Antiguo e Ilustre Solar de Tejada. Mientras en el linaje paterno suelen ser europeos, su linaje materno indica que desciende de los indígenas pampanganos de Bataán. Es sobrina por parte de madre de la actriz filipina Neile Adams y tía segunda del actor estadounidense Steven R. McQueen. Además, es suegra de la tenista rusa Anna Kournikova (casada con su hijo Enrique) y del tenista español Fernando Verdasco (casado con su hija Ana).
Apenas superada su adolescencia, sus padres decidieron mandarla a España; se dijo, asimismo, que la alejaría de Maximo «Junie» Kalaw (fundador del Earth Council, por entonces considerado un playboy perteneciente a la buena sociedad de Manila). Se instaló, en Madrid, en casa de sus tíos Teresa Arrastia y Miguel Pérez Rubio. Pronto comenzó a asistir a distintas fiestas de la alta sociedad madrileña. En una de ellas, organizada por Tomás Terry Merello, conoció a Julio Iglesias y dejó de lado sus estudios de secretariado internacional. Se casaron por la Iglesia el 29 de enero de 1971 en la capilla de la Quinta de Illescas, provincia de Toledo. Su vestido de boda era simple: blanco y recto con mangas largas, acabadas en volantes de seda y con un cinturón del mismo material; llevaba velo y un pequeño ramo de flores blancas. Isabel estaba embarazada cuando se casó y celebraron su luna de miel en Gran Canaria. Por el clima social en aquella España de entonces, fue a dar a luz a su primera hija en Cascais (Portugal). Julio Iglesias, su marido por aquel entonces, no pudo estar presente en el parto. Pero sí lo estuvo el suegro de Isabel, el ginecólogo Julio Iglesias Puga. Tuvieron tres hijos en común: María Isabel (más conocida como Chábeli, nacida el 1 de agosto de 1971), Julio José (nacido el 25 de febrero de 1973) y Enrique Miguel (nacido el 8 de mayo de 1975). Se divorciaron en 1978.
Dos años más tarde, siempre tratando de mantener a sus hijos al margen de su vida sentimental y de la expectación que esta causaba a los medios, contrajo matrimonio con Carlos Falcó y Fernández de Córdoba (1937-2020), marqués de Griñón, con quien tuvo a su hija Tamara Isabel, nacida el 20 de noviembre de 1981. En 1983 empezaron los rumores de separación. Pero el romance con el entonces ministro de Economía socialista, Miguel Boyer, se niega. En 1985, la ruptura de Carlos Falcó e Isabel Preysler es definitiva. En marzo de 1986, Isabel y Miguel son sorprendidos juntos por primera vez por los fotógrafos. Pero ellos ya han decidido no ocultar su amor. El 2 de enero de 1988, Isabel y Boyer contraen matrimonio. La boda civil se celebra en la más absoluta intimidad, pero no consiguen evitar ser fotografiados a la salida del registro civil de Madrid. De este matrimonio, nace una hija, Ana Isabel, el 18 de abril de 1989.
Isabel tenía una hermana, Beatriz, la cual murió el 1 de octubre de 2022 a los 64 años, debido a un cáncer de pulmón. 
Tiene siete nietos: Alejandro y Sofía, hijos de Chábeli con Christian Fernando Altaba; Nicholas, Lucy (mellizos) y Mary, de Enrique con la extenista Anna Kournikova y Miguel, Mateo y Martín, hijos de su benjamina Ana Boyer con el tenista Fernando Verdasco. 
Mantuvo una relación, desde 2015, con el escritor peruano ganador del Premio Nobel de Literatura, Mario Vargas Llosa, que finalizó en las Navidades de 2022.
Fue considerada una de las mujeres más elegantes de España por diversos medios nacionales como ¡Hola!, Mía, La Razón, Mujer Hoy y Ella Hoy.

## Trayectoria profesional
Dedicada profesionalmente al sector de la publicidad, ha sido y, en algunos casos, sigue siendo la imagen publicitaria de firmas como Porcelanosa, Suárez, Ferrero Rocher o Astor. En 1998 se desempeñó como presentadora de televisión cuando se puso al frente del espacio de Telecinco Hoy en casa. En 2021, fue concursante de Mask Singer: adivina quién canta, con la máscara de Gatita, que fue la segunda máscara en ser descubierta.
En 2023, grabó su documental para Disney+ Mi Navidad, y acudió a presentarlo al programa en el que colabora su hija Tamara, El hormiguero.